# Čitluk
Čitluk és un poble de Croàcia situat al comtat de Split-Dalmàcia i que pertany al municipi de Sinj. El 2021 tenia 462 habitants.